# 高良彩花
高良 彩花（こうら あやか、2001年3月22日 - ）は、日本の陸上競技選手。専門は走幅跳。

## 人物
兵庫県西宮市出身。父親が陸上競技の指導者であり、幼い頃から陸上競技は身近なものだったという。小学4年生の時に面白半分で出場した西宮市小学生陸上競技大会の女子走幅跳で優勝したことから陸上競技に目覚め、すぐに朝原宣治が代表を務めるNOBY T&F CLUBに入門し、小学5年生から本格的に陸上競技を始めた。
西宮市立西宮浜中学校に入学すると更に練習を重ね、中学3年次の第67回兵庫県中学総合体育大会にて県中学記録並びに中学歴代6位となる6m12cmを跳んで優勝した。

## 経歴

### 2010年
NOBY T&F CLUBにて荒川大輔選手の元練習に励む。

### 2015年
第42回全日本中学校陸上競技選手権大会に出場し優勝。

### 2016年
園田学園高等学校に入学し、1年次の平成28年度全国高等学校総合体育大会女子走幅跳にて決勝3回目で6m00を跳んで優勝した。

### 2017年
高校2年生で出場した第101回日本陸上競技選手権大会（大阪府・長居陸上競技場）女子走幅跳では桝見咲智子ら強豪を相手に2本目で6m14をマークして大会初優勝を飾る。高校生による日本選手権優勝は1994年の花岡麻帆（当時・成田高等学校）以来、23年ぶりとなる壮挙であり、彩花本人も「信じられない」という程の優勝であった。そして同年の平成29年度全国高等学校総合体育大会女子走幅跳では5本目で6m17をマークして大会2連覇を飾った。

### 2018年
高校3年になると第18回アジアジュニア陸上競技選手権大会（岐阜県・岐阜メモリアルセンター長良川競技場）で日本代表として出場し、女子走幅跳で6m44cmをマーク、中野瞳（当時・兵庫県立長田高等学校）が2007年6月に出した高校日本記録に肩を並べる記録で金メダルを獲得した。その勢いを駆って出場した第102回日本陸上競技選手権大会（山口県・維新百年記念公園陸上競技場）女子走幅跳では6m22をマークして大会2連覇を達成、高校生としては1967年・1968年の山下博子（当時・福岡県立三潴高等学校）以来となる連覇となった。

### 2022年
第91回日本学生陸上競技対校選手権大会（たけびしスタジアム京都）に於いて、日本歴代9位、日本学生歴代5位となる6m50（+0.7）の自己新記録で優勝。

### 2023年
日本航空（JAL）に入社。

### 2025年
2025年7月5日に国立競技場で開催された第109回陸上日本選手権（東京25世界陸上の選考会も兼ねる）にて3回目の跳躍で6m37（＋0.2）を記録して高良がトップに立った。5回目の跳躍で現在大会4連覇中の秦澄美鈴が6m38（＋0.2）を記録して1cm差で秦がトップに立った。更に木村美海（当時・四国大大学院2年）が最終6回目の跳躍で6m47（＋0.5）の自己ベストを記録してこの時点で秦の記録を抜いて木村がトップに立ったが、最終6回目の跳躍で同学年でライバルでもある木村の記録を僅か1cm上回る6m48（＋0.8）のセカンドベストを記録して5年ぶり女王（優勝・通算4回目）の座に返り咲いた。
練習拠点を青山学院大学に移し、犬井亮介コーチに師事を受けている。

## 記録
走幅跳 6m50（+0.7m）日本歴代9位 日本学生歴代5位

## 戦績
| 2015年08月  | 全日本中学校陸上競技選手権大会       | 優勝 |
| 2016年08月  | 韓・中ジュニア交流競技会2016         | 優勝 |
| 2016年10月  | いわて国体陸上                       | 3位  |
| 2017年06月  | 陸上日本選手権                       | 優勝 |
| 2017年07月  | 全国高校総体                         | 優勝 |
| 2017年08月  | 韓・中ジュニア競技会2017             | 優勝 |
| 2017年10月  | えひめ国体陸上                       | 優勝 |
| 2018年06月  | アジアジュニア陸上競技選手権大会     | 優勝 |
| 2018年06月  | 陸上日本選手権                       | 優勝 |
| 2018年07月  | 世界ジュニア陸上競技選手権大会       | 2位  |
| 2018年08月  | 全国高校総体                         | 優勝 |
| 2020年010月 | 陸上日本選手権                       | 優勝 |
| 2022年09月  | 第91回日本学生陸上競技対校選手権大会 | 優勝 |
| 2023年05月  | 第10回木南道孝記念陸上競技大会       | 2位  |
| 2025年07月  | 陸上日本選手権                       | 優勝 |